# Köpfle-Tunnel
Der Köpfle-Tunnel – vereinzelt auch Köpfl-Tunnel oder Köpp-Tunnel – ist einer von insgesamt zwölf Tunneln der aus der Pfälzischen Ludwigsbahn hervorgegangenen Bahnstrecke Mannheim–Saarbrücken. Ursprünglich eingleisig angelegt, wurde die Strecke wenige Jahre später zweigleisig ausgebaut. Das markante Nordportal des Tunnels steht unter Denkmalschutz.

## Lage
Der Tunnel befindet sich auf Höhe der Streckenkilometer 61,6 und 61,7 auf Gemarkung von Weidenthal. Unweit von ihm schließt sich der Gipp-Tunnel an. An seinem Südportal befindet sich in Fahrtrichtung Saarbrücken ein Lichtsignal.

## Geschichte
Am 21. Dezember 1837 erteilte der bayerische König Ludwig I. dem Bau einer Magistrale in Ost-West-Richtung von der Rheinschanze nach Bexbach grünes Licht. Zwischen Neustadt und Frankenstein musste für den Anstieg zahlreiche Hügel und Ausläufer von Bergen überwunden werden. Unter ihnen befand sich auch solche innerhalb von Weidenthal. Dies erforderte in diesem Bereich den Bau eines 158 Meter langen Tunnels. Bereits seit 1847 war der Verkehr von Ludwigshafen nach Neustadt eröffnet worden, 1848 folgte in zwei Etappen der Abschnitt Frankenstein–Homburg. Am 25. August 1849 folgte der Lückenschluss zwischen Neustadt und Frankenstein einschließlich des Köpfle-Tunnels. Zuvor hatten Kutschen den Verkehr zwischen den beiden Streckenteilen übernommen. Im Juli 1856 war die Ludwigsbahn dann durchgehend zweigleisig befahrbar.
Da die Magistrale von Mannheim nach Saarbrücken schon immer für den Fernverkehr eine große Bedeutung besaß, wurde sie ab 1960 schrittweise elektrifiziert. Der Köpfle-Tunnel musste für die Elektrifizierung aufgeweitet werden. Dies verzögerte die Fertigstellung des elektrischen Betriebs, der schließlich ab dem 12. März 1964 auf gesamter Länge aufgenommen werden konnte.

## Bauwerk
An der Seite seines Nordportals befinden sich Turmaufsätze, ebenso enthält es Konsolfries sowie Zinnenbekrönung und einen Staffelgiebel. Das Südportal ist eher schlicht gestaltet.